# Тарусский кремль
Тарусский кремль — несохранившееся древнее деревянное укрепление (детинец) города Таруса Калужской области.

## История
Древнерусский детинец Тарусы возник в XI—XII веках на месте более древнего поселения мощинской культуры. Он находился на высоком мысу в 800 м от устья реки Тарусы, при слиянии русла реки и безымянного оврага, и был окружён деревянными стенами на земляном валу. Внутри детинца находились княжеские хоромы, хозяйственные помещения и, возможно, соборная церковь. Площадь укрепления составляла около 1 га. Примыкавший к детинцу посад заканчивался в районе современной Пионерской улицы, он был, скорее всего, неукреплённым.
После вхождения Тарусы в состав единого Русского государства на рубеже XV и XVI веков укрепление было перенесено на новое место — низкий мыс в устье Тарусы, что позволяло гарнизону контролировать долину Оки. Новую крепость с востока защищала Ока, с севера — река Таруса, а с запада и юга — ров и вал с поставленной на нём деревянной стеной с башнями. В отличие от старого детинца новый кремль имел регулярный план. Он был квадратной формы с длиной стен 68 м и, судя по его размерам, с четырьмя — шестью башнями. Внутри кремля находился деревянный Никольский собор, воеводский двор, административные и казённые постройки, а также осадные дворы местных дворян и детей боярских. Таруса стала частью линии «Берег» и обороняла переправы через Оку. С конца XV века по конец XVI века здесь в летнее полугодие постоянно стоял один из полков русской армии для предупреждения прорывов крымских татар вглубь страны. Тарусский кремль, вероятно, сгорел в самом начале Смутного времени и более не восстанавливался.
Остатки земляных укреплений сохранялись до конца XVIII века, когда были срыты в результате перепланировки города согласно градостроительной реформе Екатерины II. В 1779 сгорел деревянный Никольский собор, который несколько лет спустя отстроили в камне, но уже под именем Петропавловский. В настоящее время на территории бывшего кремля разбит парк. Тарусское городище XI—XIV веков занято городским кладбищем, на котором похоронен, в том числе, Константин Паустовский. От укреплений остался лишь фрагмент рва в северо-западной части площадки.